# Telescopi Nazionale Galileo

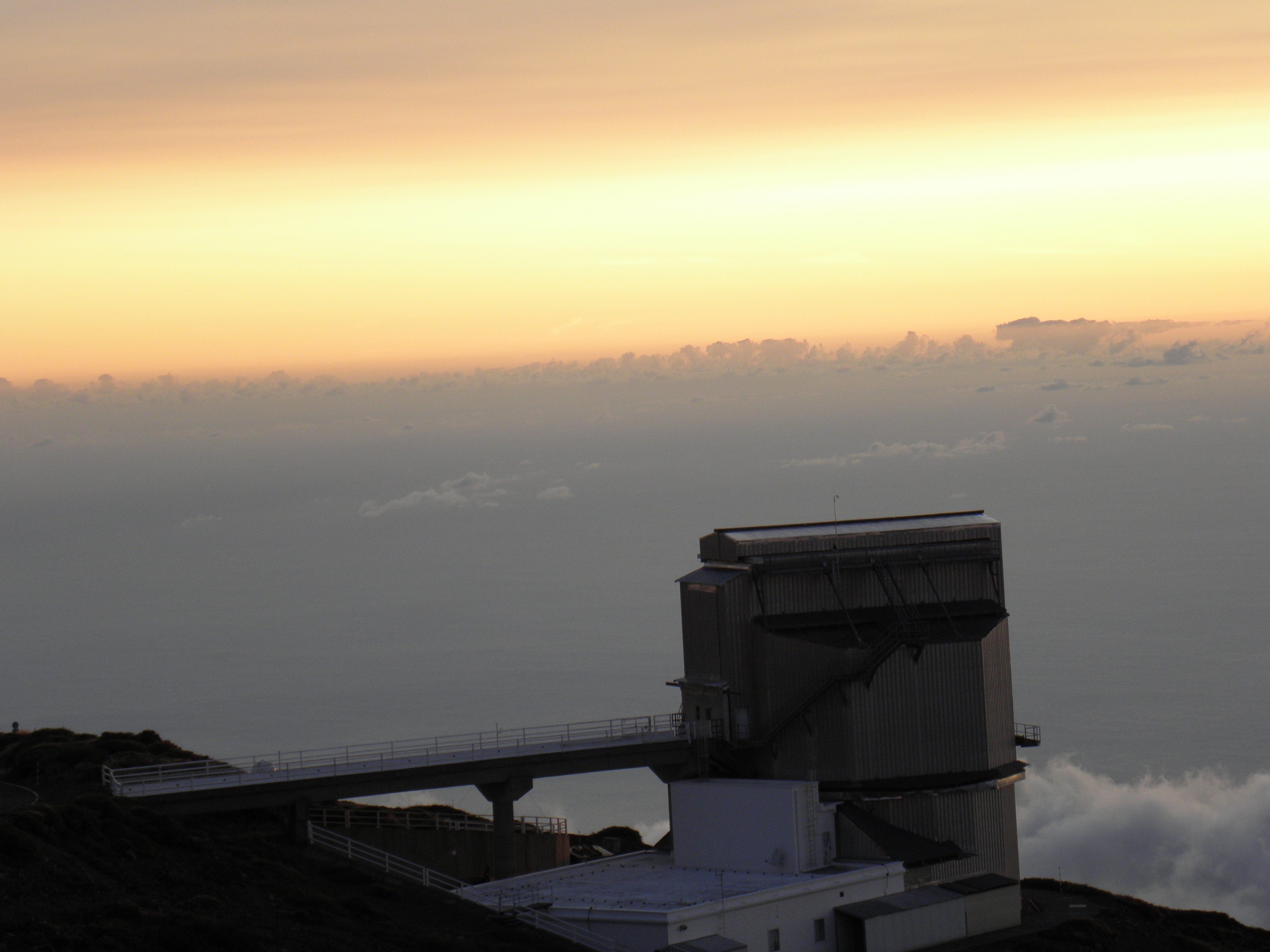
Coberta del Telescopi Nazionale Galileo en 2011.

El Telescopi Nazionale Galileo, o TNG, és un telescopi italià de 3,58 metres de diàmetre instal·lat a l'Illa de La Palma, a l'arxipèlag de les Illes Canàries. És un dels telescopis de l'Observatori de Roque de los Muchachos, un dels llocs astronòmics més importants de l'Hemisferi Nord. Des de 2005 és dirigit per la "Fundación Galileo Galilei, Fundación Canária", una empresa sense ànim de lucre que maneja el telescopi en nom de INAF, la Institució Nacional Italiana d'Astrofísica.
El telescopi va veure la seva primera llum en 1998. L'edifici que acull el TNG va ser dissenyat amb atenció especial per a reduir els efectes de la turbulència atmosfèrica. Les observacions en el TNG es poden proposar al Comitè Italià d'Assignació del Temps (en anglès Time Allocation Commitee, TAC), el quin assigna, basat solament en el mèrit científic de les propostes, el 75% del temps disponible. La resta del temps resta a disposició de la comunitat astronòmica espanyola i internacional. El TNG és obert a noves propostes dues vegades a l'any, generalment al març-abril i setembre-octubre.

## Característiques tècniques
El TNG és un telescopi altazimutal (distància focal 38,5 metres, f/11) amb una configuració òptica de Ritchey-Chretien i un mirall terciari plànol que dirigeix la llum cap a dos focus Nasmyth oposats. Té un disseny derivat del New Technology Telescope (NTT), un telescopi de l'Agència Espacial Europea de la classe de 4 metres situat en La Silla (Xile). Per tant, la qualitat òptica del telescopi està assegurada per un sistema d'òptica activa que realitza correccions en temps real dels components òptics i que compensa, en particular, les deformacions del mirall primari, que és massa fi per a ser totalment rígid. La interfície entre la muntura del telescopi i els instruments en ambdós focus Nasmyth està proveïda per dos adaptadors/rotors.
La seva principal funció és compensar la rotació de camp mitjançant una contra-rotació mecànica. La millor qualitat del TNG és que tots els instruments disponibles són muntats permanentment al telescopi. Això garanteix molta flexibilitat en les observacions, ja que és possible modificar l'instrument al llarg de la nit amb una pèrdua de temps limitada a pocs minuts. Els estudis basats en observacions del TNG són diversos. Els programes proposats van des d'estudis dels planetes i dels cossos menors del Sistema Solar fins a investigacions d'interès cosmològic (estructura a gran escala de l'univers i cúmuls de galàxies).